# Rhizopulvinaria pyrethri
Rhizopulvinaria pyrethri är en insektsart som beskrevs av Borchsenius 1952. Rhizopulvinaria pyrethri ingår i släktet Rhizopulvinaria och familjen skålsköldlöss. Inga underarter finns listade i Catalogue of Life.